# Viorica Dumitru
Viorica Dumitru (Bucarest, 4 de agosto de 1946) es una deportista rumana que compitió en piragüismo en la modalidad de aguas tranquilas.
Participó en los Juegos Olímpicos de México 1968 y Múnich 1972, obteniendo dos medallas de bronce en los dos Juegos Olímpicos que disputó. Ganó cuatro medallas en el Campeonato Mundial de Piragüismo en los años 1973 y 1974, y una medalla en el Campeonato Europeo de Piragüismo de 1967.

## Palmarés internacional
| Juegos Olímpicos   | Juegos Olímpicos          | Juegos Olímpicos  | Juegos Olímpicos |
| Año                | Lugar                     | Medalla           | Evento           |
| ------------------ | ------------------------- | ----------------- | ---------------- |
| 1968               | Ciudad de México (México) | Medalla de bronce | K1 500 m         |
| 1972               | Múnich (RFA)              | Medalla de bronce | K2 500 m         |
| Campeonato Mundial |                           |                   |                  |
| Año                | Lugar                     | Medalla           | Evento           |
| 1973               | Tampere (Finlandia)       | Medalla de bronce | K1 500 m         |
| 1973               | Tampere (Finlandia)       | Medalla de bronce | K4 500 m         |
| 1974               | Ciudad de México (México) | Medalla de plata  | K2 500 m         |
| 1974               | Ciudad de México (México) | Medalla de bronce | K4 500 m         |
| Campeonato Europeo |                           |                   |                  |
| Año                | Lugar                     | Medalla           | Evento           |
| 1967               | Duisburgo (RFA)           | Medalla de plata  | K2 500 m         |